# 3-4-3
No futebol, o 3-4-3 é um dos esquemas tácticos das equipas. Tem três defensores, quatro meio-campistas e três atacantes.

## História

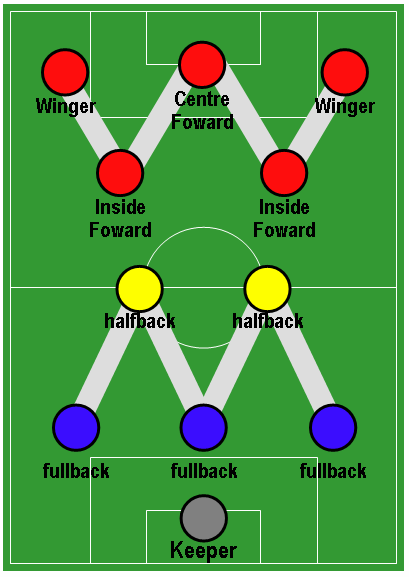
O inovador WM de Herbert Chapman

Em 1925, os dirigentes da Football Association (FA) constataram que o Campeonato Inglês estava chato. Marcava-se poucos gols, mesmo com cinco atacantes dispostos no 2-3-5. A solução encontrada foi mexer na chamada Lei do impedimento. Assim, reduziu-se para dois, e não mais três, o número de adversários necessários para legalizar a condição de qualquer jogador.

### O Inovador "WM": primeiro 3-4-3 da história
Em 1930, Herbert Chapman, o treinador do Arsenal, percebeu que com a nova lei do impedimento, dois zagueiros não eram mais suficientes, e criou cerca de três alterações de posicionamento. 2-3-5: recuou o centromédio, colocando-o entre os dois zagueiros; e criou uma segunda linha de meio-campo, a partir do recuo dos dois atacantes-internos. Nascia assim o WM, o primeiro 3-4-3 da história. Além da inovação no desenho, o WM foi a primeira tática a usar a marcação individual e a jogar no contra ataque.
Segundo Carlos Alberto Parreira, este sistema de jogo "inaugurou o surgimento da marcação homem a homem, pois os dois times jogavam sempre da mesma maneira."

### Anos 1960 e 70
Na década de 1960, o esquema táctico 3-4-3 era o segundo mais popular na época, sendo utilizado por várias equipas e selecções de futebol naquela época (só perdia do 4-3-3).O esquema foi criado nos anos 50, mas só começou a ser usado a partir da Copa do Mundo de 1962. Assim, foi ganhando força. Nos anos 70 continuou a fazer sucesso, tendo aumentado ainda mais a quantidade de clubes que o utilizavam.

### Anos 1980 e 90
A decadência deste sistema deu-se no início da década de 1980. A última equipe a utilizar o 3-4-3 com sucesso foi a Seleção Italiana campeã do mundo em 1982. Desde então o 3-4-3 é considerado uma tática "fora de moda". O motivo disso foi:
Primeiramente, a chegada de um novo esquema táctico: o 4-4-2 que deixou o 3-4-3 ultrapassado, e até mesmo o 4-3-3 perdeu sua liderança. Mas o golpe fatal veio em 1985, na Dinamarca quando chegou o 3-5-2, e deixou o 3-4-3 quase nulo. Já nos anos 90 surgiu o 4-5-1, mas não foi grande coisa como o 4-4-2 e 3-5-2, pois demorou para ser usado pelos clubes, sendo que hoje é o 3.º esquema táctico preferido pelos clubes.

### O 3-4-3 nos anos 2000

O 3-4-3 moderno

Apesar de todos os novos esquemas tácticos, o 3-4-3 ainda é bastante utilizado, principalmente para decidir um jogo, onde os laterais da formação com quatro defensores se tornam alas e têm a obrigação de atacar do meio para a frente.
Entre os times que utilizam esta formação tática atualmente estão o São Paulo (BRA), Barcelona (ESP), Atlético de Bilbao (ESP), Villarreal (ESP), Napoli (ITA), Genoa (ITA), Wigan (ING), River Plate (ARG), Universidad do Chile (CHI), Desportivo Quito (EQU), a Seleção Brasileira de Futebol Feminino e as seleções masculinas do Chile, da Argentina, México, Nova Zelândia, Austrália, Coreia do Sul, etc.
Desde a Itália 1982, os técnicos tem utilizado 3-4-3 da seguinte forma: três zagueiros, que ficam atrás da linha do meio-campo, sendo que um deles atua como líbero, a ponto de sair com a bola; quatro meias (em forma de losango), sendo que os alas ficam na obrigação de atacar lateralmente da linha do meio-campo para frente, o volante fica no centro do campo para marcar e agir na sobra (podendo tanto evitar um contra-ataque como armar uma jogada) e o meia armador fica como sendo o cérebro da equipe; três atacantes, sendo um centroavante e os dois outros atuando como pontas (esquerda e direita) para atacarem diagonalmente em direção ao gol, mas quando não estiverem com a bola deverão marcar, pelo menos superficialmente, os laterais da outra equipe.
Dessa forma, como visto, a formação tática 3-4-3 pode ser utilizada por qualquer tipo de equipe, rica ou pobre, com os melhores jogadores ou mesmo não tão bons assim, de qualquer continente. Importante ressaltar que as equipes que usam outras formações táticas utilizam aquela como um "coringa" no momento de atacar, sendo, portanto, muito bem-vinda nos mais diversos momentos.

### Anos 2010
O 3-4-3 passou a ser usado novamente nos anos 2010.
Como bons exemplos tem-se o Chelsea de 2016, treinado com sucesso pelo italiano Antonio Conte e no Borussia Dortmund de Thomas Tuchel.

#### Revolução de Pep Guardiola: o 3-4-3 sem zagueiros
Em 2011, o Barcelona de Pep Guardiola e do Tiki-taka inovou ao utilizar o 3-4-3 sem um zagueiro de origem. Os 3 defensores que jogaram como zagueiros eram volantes, ou laterais, de origem (Busquets, Mascherano e Abidal). E foi jogando assim que a equipe goleou o Villarreal por 5–0.